# Вёшенка обыкновенная
Вёшенка обыкновенная, или вёшенка устричная, или устричный гриб (лат. Pleurotus ostreatus) — съедобный гриб рода Вёшенка семейства Вёшенковые. Синонимы: Agaricus ostreatus Jacq., Crepidopus ostreatus (Jacq.) Gray, Dendrosarcus ostreatus (Jacq.) Kuntze и др.

## Описание
Довольно крупный гриб. Шляпка диаметром 5—20 (30) см, мясистая, сплошная, округлая, с тонким краем; форма уховидная, раковинообразная или почти круглая. У молодых грибов шляпка выпуклая и с завёрнутым краем, позднее — плоская или широковоронковидная с волнистым или лопастным краем. Поверхность шляпки гладкая, глянцевая, часто волнистая. При произрастании во влажных условиях шляпка гриба часто покрыта мицелиальным налётом. Цвет шляпки изменчивый, меняясь от тёмно-серого или буроватого у молодых грибов до пепельно-серого с фиолетовым оттенком у зрелых грибов, а с течением времени выцветая до беловатого, сероватого или жёлтоватого.
Ножка короткая (иногда практически незаметная), плотная, сплошная, эксцентрическая или боковая, цилиндрическая, суженная к основанию, часто изогнутая, 2—5 см длиной и 0,8—3 см толщиной. Поверхность ножки белая, гладкая; у основания буроватая и слегка войлочная. У старых грибов ножка становится очень жёсткой.
Пластинки средней частоты и редкие, 3—15 мм шириной, тонкие, нисходящие по ножке, около ножки с анастомозами (перемычками); у молодых грибов беловатые, с возрастом желтеющие или сереющие.
Споровый порошок белый или розоватый. Споры 8—13 × 3—4 мкм, гладкие, цилиндрические, удлинённо-яйцевидные, бесцветные.
Мякоть белая, плотная, у молодых грибов мягкая и сочная, позднее жёсткая и волокнистая (особенно в ножке), без выраженного запаха. Вкус описывается как приятный, с привкусом аниса, благодаря присутствию бензальдегида.
Гриб съедобен, четвёртой категории. Употребляется солёным и маринованным, пригоден для сушки

## Экология и распространение
Дереворазрушающий гриб-сапротроф (ксилотроф), широко распространённый в лесах умеренной зоны. Растёт группами, реже — одиночно, на пнях, валежнике, сухостойных или живых (но ослабленных) деревьях различных лиственных (дуб, берёза, рябина, осина, ива), очень редко — хвойных пород в лиственных и смешанных лесах, парках и садах. На древесных стволах встречается довольно высоко над землёй. Часто растёт густыми пучками из 30 и более плодовых тел, срастающихся у основания, и образует «многоярусные конструкции».
Встречается с сентября по ноябрь-декабрь (массовое плодоношение — в конце сентября-октябре), хорошо переносит отрицательные температуры. При благоприятных условиях (холодная погода) может появляться и в мае-июне.
Вёшенка обыкновенная вызывает жёлтую смешанную гниль стволов деревьев лиственных, реже — хвойных пород. Заражение обычно происходит через морозобойные трещины. Плодовые тела грибов образуются в месте наибольшего развития гнили. Гриб продолжает развиваться и на мёртвой древесине.
Вёшенка обыкновенная относится к т. н. хищным грибам и способна парализовывать с помощью выделяемого нематотоксина и переваривать нематод, таким образом получая азот.

## Сходство
Сходством с ядовитыми грибами из числа произрастающих на территории РФ не обладает. Упоминается сходство с австралийским ядовитым грибом Omphalotus nidiformis (Berk.) O.K. Mill. семейства Omphalotaceae.
Однако вёшенка обыкновенная похожа на ряд несъедобных или условно-съедобных древесных грибов — в частности, на пилолистничек (Lentinellus ursinus (Fr.) Kuhner), который обладает очень горькой мякотью.

### Родственные виды
Похожий вид вёшенка рожковидная (Pleurotus cornucopiae (Paulet) Rolland) отличается от вёшенки обыкновенной более светлым, жёлтоватым окрасом шляпки и сетчато-соединёнными пластинками, доходящими до основания ножки. Вёшенка беловатая (Pleurotus pulmonarius (Fr.) Quel.), растущая с середины лета до начала осени, также отличается более светлой шляпкой и жёлтоватой мякотью и т. д.

## Употребление
Съедобный гриб. В пищу используются молодые грибы (размером до 7—10 см) после удаления жёсткой ножки, поскольку старые грибы становятся слишком жёсткими.

### Пищевая и лечебная ценность
Плодовые тела вёшенки являются ценным диетическим продуктом, поскольку имеют низкую калорийность (38—41 ккал) и содержат многие вещества, необходимые организму человека.
По содержанию белка (3,3 % в сырых грибах) и составу аминокислот, включая незаменимые (валин, изолейцин, лейцин, лизин, метионин, треонин, триптофан, фенилаланин), вёшенка превосходит все овощные культуры, кроме бобовых, и близка к мясо-молочным продуктам. Белки плодовых тел вёшенки характеризуются высокой усваиваемостью, которая в результате тепловой обработки возрастает до 70 %, что соответствует усваиваемости белков ржаного хлеба.
Содержание жиров в плодовых телах вёшенки невелико (2,2 мг на 100 г сухой массы гриба), 67 % составляют полиненасыщенные жирные кислоты. Вёшенка обыкновенная является природным источником статинов (ловастатин), ингибирующих синтез холестерина.
Углеводы в плодовых телах вёшенки составляют 68—74 % сухой массы, из них доля легкоусваиваемых углеводов (глюкоза, фруктоза, сахароза) составляет 14—20 %. Полисахариды бета-глюканы (лентинан), выделенные из вёшенок, обладают высоким противоопухолевым и иммуномодулирующим действием; маннит и хитин, входящие во фракцию клетчатки, являются эффективным сорбентом токсических веществ.
Среди минеральных веществ, содержащихся в вёшенках, — калий, фосфор, железо, а также кальций, кобальт, селен, цинк, медь и ряд других элементов, необходимых человеческому организму.
Вёшенка — превосходный источник как водорастворимых, так и жирорастворимых витаминов, сравнимый с мясопродуктами, овощами и фруктами. Плодовые тела вёшенки содержат весь комплекс витаминов группы B, а также аскорбиновую кислоту, витамин PP (в 5—10 раз больше, чем в овощах), D2, E.
Недавние исследования показали наличие противогельминтных свойств у данного гриба..

## Культивирование

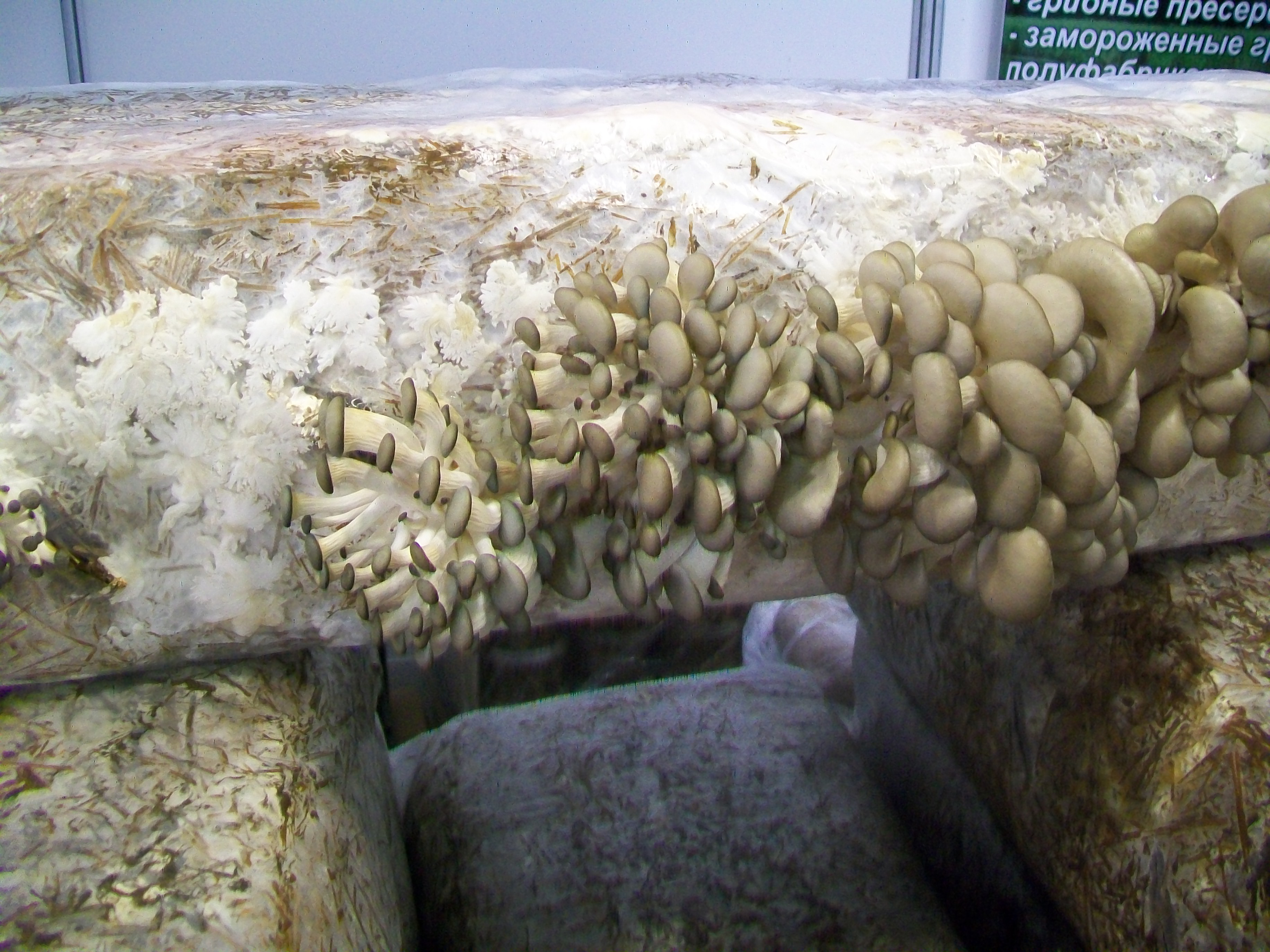
Культивирование вёшенки на соломе (Екатеринбург, 2017)

Вёшенка обыкновенная культивируется в промышленных масштабах во многих странах мира, включая Россию. В России вёшенка является одним из самых популярных культивируемых грибов. Её доля в общем объёме производства составляет около 27 % (больше только у шампиньона — 73 %), а объём производства в 2015 году составил около 3,8 тыс. тонн.
В отличие от многих других грибов вёшенки в искусственных условиях растут практически на любом субстрате, содержащем целлюлозу и лигнин, — на отходах деревопереработки (опилках, стружке, коре (не хвойных пород дерева), бумаге), на отходах сельскохозяйственного производства (соломе злаковых культур, початках и стеблях кукурузы, отходах сахарного тростника, камыше, лузге подсолнечника) и т. п. Гнездовой принцип образования плодовых тел служит гарантией высокой урожайности гриба, которая может составлять до 350—420 кг/м2·год.
По завершении жизненного цикла гриба остающийся субстрат можно использовать для создания компоста, для выращивания иных видов грибов, например, строфарии морщинистой (Stropharia rugosoannulata). Также грибницу можно использовать как корм для свиней.